# Енд'юренс (льодовик)
Льодовик Енд'юренс (англ. Endurance) — великий льодовик на північній частині гори Елдер, сковзає на південний схід у море Ведделла на південному узбережжі острова Мордвінова, який належить до архіпелагу Південних Шетландських островів в Антарктиці. Енд'юренс є найважливішим льодовиком на острові. Ім'я йому дав Комітет з антарктичних топонімів Великої Британії (UK Antarctic Place-Names Committee) на честь судна HMS Endurance (капітан П. У. Б'юкенен, Королівський Флот), яке причалювало до підніжжя льодовика численні рази, в підтримку Joint Services Expedition to Elephant Island, впродовж 1970–1971 роки.